# Beto Ortiz
Humberto Martín Ortiz Pajuelo (Lima, 28 de febrero de 1968), más conocido como Beto Ortiz, es un periodista, presentador de televisión, empresario y escritor peruano. Lleva desde 1990 ejerciendo su carrera como periodista realizando diferentes funciones como reportero, columnista, entrevistador y presentador de diversos programas televisivos. Es conocido por presentar El valor de la verdad y Beto a saber en Latina Televisión y Willax Televisión, respectivamente.

## Biografía

### Periodista
Tras concluir sus estudios escolares en el Colegio San Antonio de Padua, Beto Ortiz ingresó a la Universidad de Lima para estudiar la carrera de Comunicación. Sin embargo, dejó inconclusos sus estudios.
Trabajó en los magazines dominicales Panorama, de Panamericana Televisión, y La revista dominical, de América Televisión. Pero debido a un informe periodístico apologético al gobierno de Alberto Fujimori, sobre el rescate de los rehenes tras la toma de la residencia del embajador japonés Morihisa Aoki, realizado por Álamo Pérez Luna, en el que entrevistaba al mandatario peruano y a Vladimiro Montesinos, tomó la decisión de renunciar a América Televisión, junto con otros periodistas a inicios de mayo de 1998.[¿quién?]
Durante su etapa como reportero de América, Ortiz confesó que había besado a la presentadora Magaly Medina ante las cámaras, lo que supuestamente fue el punto de inflexión para «dejar de ser un reportero más o menos anónimo y ser más conocido, porque quería ganar más dinero».

### Presentador de televisión
A mediados de 1999, obtuvo una secuencia en el programa matinal Para todos de Canal A tras enfrentarse a Raúl Romero, en el programa que este conducía en horario estelar llamado A las 10 de la PM.
Al año siguiente (2000), obtuvo su programa propio, reemplazando a Raúl Romero en el horario que le correspondía en el entonces llamado Canal A, en la frecuencia 11 de Lima. Poco antes, en enero de 2000, el programa Magaly TeVe volvió a sacar a la luz escabrosos episodios de supuesto abuso sexual contra menores llevados a cabo por el periodista, lo que algunos han considerado como previsión contra un periodista opositor al régimen. Condujo Beto a saber, programa de entrevistas, opositor al régimen de Alberto Fujimori durante la campaña presidencial. En él, respaldó al candidato Alejandro Toledo. Cambió de nombre a su programa por Nadie se mueva y luego por Nadie se duerma (cuando pasó de las diez a las once de la noche).
El 14 de septiembre de 2000, su programa en Canal A fue el único de la televisión abierta que transmitió a nivel nacional el famoso vladivideo en el que se ve al congresista de Perú Posible Alberto Kouri recibiendo USD 15 000 de manos del asesor presidencial Vladimiro Montesinos.
Dicho vídeo había sido propagado por un canal de televisión de pago de reciente inauguración, Canal N, exclusivo de la cableoperadora Cable Mágico, el cual si bien tenía cobertura al nivel nacional, su audiencia no se comparaba al de una emisora de difusión terrestre. La emisión de los vladivideos por señal abierta fue el detonante que precipitó la renuncia del presidente Fujimori.
Luego del desplome del Gobierno de Fujimori, siguió conduciendo su programa hasta que fue contratado por Baruch Ivcher, quien acababa de recobrar el control del canal de televisión Latina Televisión. Condujo Dios nos libre y luego el programa de documentales biográficos Vidas secretas, a la par que incursionó como empresario al fundar la discoteca Papá Piraña, en la selva peruana. Al ganar las elecciones Alejandro Toledo, salió del canal y posteriormente del país. Denunció a César Almeyda, asesor personal y hombre de confianza del presidente Alejandro Toledo, de manipular decisiones comerciales del Gobierno y traficar influencias con procesados por corrupción. Pero los jueces que asumieron el caso incluyeron a Ortiz no como testigo, sino como implicado. Esto sumado a las amenazas públicas del ministro de Justicia Fernando Olivera, lo llevaron a pedir refugio, por lo que el Gobierno de George Bush le otorgó asilo político por tiempo indefinido (el mencionado asesor Almeyda purgó prisión por más de dos años en relación con este caso). Vivió en Nueva York por casi cuatro años, realizando diversas labores, escribiendo desde el exilio para el diario Perú 21 e iniciando su carrera como escritor.
Con la conclusión del mandato de Alejandro Toledo, en julio de 2006, regresó al Perú en octubre del mismo año, donde fue entrevistado por Magaly Medina, dejando atrás la rivalidad que surgió entre ambos luego de los reportajes que Medina publicara sobre él. Y de que Ortiz divulgara el consumo de marihuana de su hijo en uno de sus reportajes. Condujo entonces Qué país, con un bajo nivel de sintonía, y luego pasó a RBC Televisión con Cállate Beto, un programa de entrevistas.
Luego, junto al actor Aldo Miyashiro, preparó un programa de variedades y entrevistas llamado Enemigos íntimos, el cual inició su transmisión el 4 de marzo de 2008 vía Frecuencia Latina. Aunque existía una cierta amistad con otros miembros del canal, se dio una ruptura entre los conductores y el periodista Jaime Bayly, luego de que los primeros hicieran públicos y criticaran con ferocidad y burla fragmentos de la ópera prima de la actual esposa de Bayly. Aunque durante algún tiempo se lanzaran ataques desde El francotirador y Enemigos íntimos, la gerencia del canal prohibió a ambos continuar la brega. No obstante ello, el día 9 de marzo de 2010, Latina despidió a Beto Ortiz: «Durante las últimas semanas su estilo de trabajo y sus constantes diferencias con la línea editorial del canal han precipitado su separación del programa Enemigos íntimos», señaló en un comunicado la televisora.
Miyashiro condujo su programa acompañado por modelos o actrices, pero renunció poco tiempo después. No tardaron en ser contratados ambos por Panamericana Televisión, emisora en proceso de reestructuración por parte de una nueva administración, que contaba con una mínima producción propia. Meses más tarde, un reportaje concerniente a las adquisiciones inmobiliarias de Jaime Bayly, encolerizó a este y atacó a todos los implicados, incluyendo al dueño del canal, Ernesto Schütz Freundt. La gerencia de Panamericana comunicó en un plazo extrañamente breve la separación de Beto Ortiz de la emisora. Y tal como ocurrió con anterioridad, Miyashiro inició la conducción, con modelos o actrices, del programa Enemigos públicos.
En marzo de 2011, volvió a Panamericana Televisión, donde condujo el noticiario matutino Buenos días, Perú, programa del cual también fue director periodístico. Salió de la televisora a inicios de octubre del mismo año.
El 14 de noviembre de 2011, se condujo fue dirige y presenta el noticiero matutino Abre los ojos, por Frecuencia Latina, que duró hasta en julio de 2013. A la par, en julio de 2012, empezó a conducir el programa concurso El valor de la verdad por la misma casa televisora. La primera concursante de El valor de la verdad, Ruth Thalia Sayas Sánchez, de diecinueve años de edad, fue asesinada por un antiguo novio semanas después de haber revelado en el programa conducido por Ortiz secretos de su vida íntima a cambio de dinero (revista Semana, edición de 25 de septiembre de 2012).  En 2015 regresa con La noticia rebelde en Latina.
En 2016 volvió a conducir una nueva versión de El valor de la verdad por Latina Televisión. En esta ocasión tuvo como invitados a diferentes figuras políticas de cara a las elecciones presidenciales peruanas del 2016.
En abril de 2017, ingresó a ATV para conducir un programa de entrevistas llamado Beto a saber, que duró hasta diciembre de 2018.
En 2019, regresó a Latina Televisión y volvió a conducir una nueva versión de El valor de la verdad.
En 2020, volvió con una nueva temporada de Abre los ojos, pero fue cancelado. En su lugar, ingresó a Willax Televisión para una nueva versión de Beto a saber, que permaneció por cinco años. Luego de su renuncia, se mudó a Panamericana Televisión.
En 2025, anunció otra versión de El valor de la verdad. El streamer Cristorata lo invitó en una entrevista para promocionar el programa. Semanas después, anunció que tomaría un descanso cuando se supo que estaba siendo investigado judicialmente.

### Escritor
En 2004 escribió su primer libro llamado Maldita ternura que relata a modo de ficción la vida de personajes de la política y del espectáculo. Según el autor, el libro estuvo «pensando en los lectores».
En 2007 estrena Pequeñas indiferencias desde el centro comercial Mega Plaza.
En 2021 fundó el blog personal El Pollo Farsante, en donde «todas las personas no caviares podrán expresarse».

### Otras actividades
En los años 2010 participó en la documental Corazones vándalos, en que se reúne con reclusos. Fue estrenada en 2023 y contó con la dirección de Carla García. La versión literaria fue financiada por la alcaldía de Rafael López Aliaga.

## Controversias

### Acusación de pederastia
Durante el segundo gobierno de Alberto Fujimori (1996), Humberto Ortiz Pajuelo fue acusado de pederastia y pedofilia. El albergue de menores Generación denunció a Ortiz por llevarse a los menores del albergue para entrevistarlos y luego tener sexo con ellos. Uno de los casos fue el de Edwin García, quien relató que conoció a Ortiz en la Plaza San Martín, en 1993, poco después de haberse fugado del reclusorio de menores Maranguita. García dijo que Ortiz lo entrevistó para Panorama y luego le ofreció ropa, comida y dinero a cambio de tener relaciones. El testigo detalló a la policía el interior de la casa de Ortiz en San Borja. El cual coincidió con la visita hecha por los investigadores del caso. Otros dos jóvenes también afirmaron haber tenido relaciones sexuales con Ortiz cuando eran menores de edad.
Otro joven, Lizandro Espinoza, afirmó que Ortiz lo invitó a su casa a él y a Ronald Arbañil Trujillo, con quienes tuvo relaciones sexuales. Arbañil en las investigaciones afirmó haberse encontrado sexualmente con Ortiz más de treinta veces cuando era menor de edad. Por entonces, Ortiz, de veintinueve años, trabajaba como reportero en La Revista Dominical.
En septiembre de 1997, la defensa de parte de Beto Ortiz, liderada por el abogado Enrique Ghersi, alegó que el acto sexual fue de mutuo acuerdo, además que Beto Ortiz mantuvo una actitud pasiva durante el acto, lo que volvería ilógico que él hubiese podido abusar de la otra persona.
Tiempo después, la casa hogar fue cerrada, en palabras de Lucy Borja, «producto de numerosos reportajes en contra de esta». En una entrevista para la revista Caretas el año 2010, Lucy Borja, la directora del albergue, aseguró que las imágenes que aparecen en dichos reportajes fueron obtenidas luego de ofrecerles dinero a los menores a cambio de que vayan a un pampón cerca a la Plaza de Armas de Lima y sean grabados manipulando envolturas de PBC. Declaró: «Los niños me contaron que él les había dado 50 soles a cada uno para grabarlos en ese estado. Muchos me decían: «Me rompió el hocico», y yo no entendía, y era que nunca habían fumado nada. Me fui a la comisaría para denunciarlo, pero el comisario me dijo que como eran niños de la calle y como él trabajaba en Panorama era muy posible que el asunto quedara ahí». También contó que las declaraciones de muchas de presuntas víctimas de Ortiz aparentemente fueron rechazadas. Al respecto, dijo lo siguiente: «Fueron varios chicos a declarar, pero por alguna extraña razón ya no les recibieron sus declaraciones. Imagino que todo esto es por la corrupción que había en ese entonces. El caso de ‘Danny’ es bien particular. Él era menor de 14 años, a lo que corresponden 25 años de cárcel. Danny era una pieza clave, antes de ir a denunciar sorprendentemente lo meten preso. Es bien raro lo que pasó, este caso podrá ser reabierto en 2025 según las leyes peruanas».
A comienzos del año 2000, en plena campaña electoral, la televisión adepta al régimen de Fujimori reveló públicamente los entramados judiciales en los que se había visto envuelto Ortiz por estas acusaciones cuatro años antes, lo que fue visto en su época como una venganza del gobierno por el hecho de que Ortiz era el único periodista que ejercía una tenaz oposición al régimen fujimorista. Sin embargo el periodista fue absuelto de los cargos, por lo que de acuerdo al principio de presunción de inocencia y a las leyes peruanas, es inocente. De igual forma el caso fue materia de discusión y atención mediática durante el gobierno de Pedro Castillo, debido a que Ortiz fue uno de los periodistas abiertamente opositores al régimen a través de su programa en Willax TV.

### Caso Ruth Thalía
La concursante de la primera emisión de su estrenado programa El valor de la verdad, el 7 de julio de 2012, Ruth Thalía Sayas Sánchez, fue hallada muerta el 23 de septiembre de 2012. Luego de que su expareja, Bryan Romero Leiva, confesara que la secuestró y asesinó motivado por las declaraciones de la joven en dicho programa. Ante esto Beto Ortiz dijo: «Si un invitado sale del programa y lo atropella un carro, ¿será mi culpa?».
Luego de ello, el crítico de televisión Fernando Vivas, pidió la cancelación del programa. Del mismo modo, Magaly Medina lanzó duras críticas contra Beto Ortiz por sus declaraciones, defendiéndose a él mismo, mas no al programa.
El día 24 de septiembre, Ortiz habló sobre este caso en su programa matutino Abre los ojos y demostró sus condolencias a la familia de la víctima. Esto tras doce días de desaparición de Ruth Thalía, días que, tras el pedido de ayuda de los padres al canal el 12 de septiembre, no fueron del interés de cobertura ni de Beto Ortiz ni de la producción de su programa hasta que la policía y los padres hallaron el cadáver. También defendió al programa diciendo: «Los que dicen que el programa (El valor de la verdad) tiene la culpa, se están poniendo del lado del asesino».
El primer poligrafista de EVDLV y varias versiones extranjeras de Moment of Truth cuestionaron a Beto Ortiz y a Susana Umbert (gerente de Latina) tras la muerte Ruth Thalía y señalaron que han pedido al dueño del formato la cancelación del programa en Perú por alejarse de los estándares de producción del mismo.

### Reportajes deBeto a saber

#### Protestas en Perú (2020)
En el contexto de las protestas en Perú, Beto Ortiz fue criticado por invitar al programa que conducía, Beto a Saber, a un joven que, luego de la vacancia a Martín Vizcarra, propinó un puñetazo al congresista Ricardo Burga mientras este declaraba a la prensa. Ortiz señaló que los ataques contra él (Ortiz) se debían a que él fue uno de los pocos que no respaldó ni felicitó el actuar del joven, además también expresó su solidaridad para con el congresista.
Días después, en una de las transmisiones del programa Beto a saber, Ortiz comentó lo siguiente en relación con existir posibles víctimas mortales producto de las manifestaciones: «Anoche se celebraba que había un muerto, al final nadie se ha muerto. Están como loquitos para que rápido, pronto, aparezca un cadáver que puedan pasear en hombros y decir que es una dictadura, que hay terrorismo de Estado».
Al confirmarse el fallecimiento de dos manifestantes el 14 de noviembre, el presentador comentó: «¿Por qué no comparto la celebración del supuesto regreso de la democracia y la legalidad? Porque, una vez más, en esta democracia a la peruana, no son los Bruce ni los Cisneros ni los De Belaúnde los que mueren reventados, son los Bryans que en el Perú son la carne de cañón de todas las guerras».

#### Caso turismo de vacunas en Chile
Durante la emisión de su programa en Willax Televisión, el 9 de febrero del 2021, Beto Ortiz difundió una nota invitando al «turismo de vacunación». Según su informe periodístico, Chile tenía tantas vacunas contra el COVID-19 que en el calendario de vacunación no solo estaban contemplados sus ciudadanos, sino que también tenían lotes de vacunas para «todo aquel (turista) que estuviera en territorio chileno, puesto que allá sobran (las vacunas)». Sin embargo, el informe periodístico que Beto sostuvo no solo mostraba errores con respecto a la compra y vacunación en Chile en medio de la crisis provocada por la pandemia, sino que también invitaba a sus oyentes a viajar en busca de la vacuna sin importar las consecuencias que podía traer este acto. Para esto, Ortiz presentó una lista de gastos (de vuelos, comida y hospedaje). Inclusive recomendó viajes por tierra y cruces ilegales por Arica «si es que el bolsillo no alcanzaba para un ticket en avión». En total, recomendó un presupuesto «no mayor a mil dólares».
El suceso generó controversia al promover los viajes al país para agilizar el proceso de vacunación, según Gestión en una nota periodística del 5 de febrero, compartió también que el Gobierno chileno del entonces presidente, Sebastián Piñera, estaba ofreciendo a los extranjeros la vacuna, mediante el enlace oficial a su página de vacunación. France 24 realizó lo mismo, el 10 de febrero, cuando señaló que el Gobierno de Chile sí tenía planeado vacunar a todo extranjero que se encuentre en su territorio. El cambio radical de la decisión del Gobierno era para evitar el «turismo de vacunas». El cambio radical se materializó en la nota del 10 de febrero del entonces ministro de Relaciones Exteriores de Chile, Andrés Allamand: «No van a tener derecho a vacunarse en Chile los extranjeros que estén en el país con una visa de turista, tampoco van a tener derecho a vacunarse en Chile los extranjeros que estén como turistas, pero que vengan de algún país al que no se les exige visa». El propio Colegio Médico de Chile y la oposición rechazaron esta decisión del Gobierno, el Colegio Médico comunicó vía su cuenta de Twitter: «no limitar la vacunación (...) hay otras formas, más humanitarias, de limitar el "turismo de vacunas"».

#### Caso Vacunagate
Un día después, el 10 de febrero del 2021, Beto afirmó que «el expresidente Martín Vizcarra y su esposa fueron vacunados en septiembre del 2020 por Sinopharm y la República Popular China». Al día siguiente, Vizcarra confirmó que había sido parte del ensayo clínico de vacunación. El proceso en el que voluntarios probaron aleatoriamente la vacuna y placebos para que médicos y científicos analizaran los posibles efectos.
Vizcarra se realizó en vivo una prueba de antígenos para demostrar que no tenía anticuerpos contra la COVID-19. A raíz de esto, el Congreso de la República del Perú solicitó la salida de la ministra de Salud Pilar Mazzetti. Sin embargo, días después se supo que estás vacunaciones habían sido hechas con un lote de vacunas ajeno al de los ensayos, en ese sentido, habían sido vacunados con un lote regalado por la empresa Sinopharm que, a escondidas, fue administrado a su familia y personas cercanas. A lo que el exmandatario y la exministra, sin escapatoria, pidieron disculpas al país; dando pie al escándalo nacional de vacunas, conocido como Vacunagate. Las investigaciones de Carlos Paredes presentadas en el programa de Beto Ortiz fueron la base para el desarrollo de una posterior investigación y actualmente proceso judicial en contra del expresidente, Pilar Mazzeti y otros implicados en la repartición de vacunas entre varios miembros de la élite de poder peruana.

## Trayectoria
| Año(s)    | Programa                      | Rol         | Medio de difusión       |
| --------- | ----------------------------- | ----------- | ----------------------- |
| 1989      | Puerta falsa                  | Presentador | Andina de Televisión    |
| 1991-1995 | Panorama                      | Reportero   | Panamericana Televisión |
| 1996      | 24 horas                      | Reportero   | Panamericana Televisión |
| 1997-1999 | La revista dominical          | Reportero   | América Televisión      |
| 1999      | Para todos                    | Presentador | Austral Televisión      |
| 2000      | Nadie se mueva                | Presentador | Austral Televisión      |
| 2000      | Beto a saber                  | Presentador | Austral Televisión      |
| 2001      | Nadie se duerma               | Presentador | Latina Televisión       |
| 2002      | Dios nos libre de Beto Ortiz  | Presentador | Latina Televisión       |
| 2002      | Vidas secretas con Beto Ortiz | Presentador | Latina Televisión       |
| 2007      | Qué país                      | Presentador | Panamericana Televisión |
| 2007      | Cállate Beto                  | Presentador | Viva TV                 |
| 2008-2010 | Enemigos íntimos              | Presentador | Latina Televisión       |
| 2010      | Enemigos públicos             | Presentador | Panamericana Televisión |
| 2011      | Buenos días, Perú             | Presentador | Panamericana Televisión |
| 2011-2013 | Abre los ojos                 | Presentador | Latina Televisión       |
| 2013      | Perú tiene talento            | Jurado      | Latina Televisión       |
| 2012-2014 | El valor de la verdad         | Presentador | Latina Televisión       |
| 2016      | El valor de la verdad         | Presentador | Latina Televisión       |
| 2019      | El valor de la verdad         | Presentador | Latina Televisión       |
| 2014-2015 | La máquina del millón         | Presentador | Latina Televisión       |
| 2015      | La noticia rebelde            | Presentador | Latina Televisión       |
| 2016      | Plan B                        | Presentador | Panamericana Televisión |
| 2017-2018 | Beto a saber                  | Presentador | ATV                     |
| 2020      | Abre los ojos, con Beto Ortiz | Presentador | Latina Televisión       |
| 2020-2024 | Beto a saber                  | Presentador | Willax Televisión       |
| 2025      | El valor de la verdad         | Presentador | Panamericana Televisión |

## Publicaciones
- Maldita ternura (Editorial Alfaguara).
- Grandes sobras (Paradero Editores).
- Mis queridos vándalos (Editorial San Marcos).
- Pequeñas infidencias (Editorial Estruendomudo).
- El inconquistable (Editorial Estruendomudo).
- El rey de los huevones (Editorial Estruendomudo).
- Por favor, no me beses (Editorial Planeta).
- Soy el hombre de mi vida (Editorial Planeta).
- Pan con huevo y chorizo (Editorial Planeta).
- De dudosa procedencia (Editorial Planeta).
- Defecate en tu calzón (Editorial Planeta).
- Besame o te mato

## Reconocimientos
- Seleccionado en la Encuesta del Poder de 2014 en el primer lugar como periodista más influyente de la televisión (también en 2012 y 2013) y en el noveno lugar como influyente de la web.[47]
- Medalla de oro en el Festival Internacional de Jóvenes periodistas Port de Bouc. Premio a Children of chaos, documental sobre las calles de niños en Lima. Unesco (Fondo Cultural de las Naciones Unidas). París, Francia, 1995.
- Certamen literario entregado por la revista Caretas. El cuento de las mil palabras (Lima,1994).
- Citizens for Peace. Premio a la excelencia periodística. Lima, 1994
- Primer Premio en el concurso periodístico por Not for all the gold in the world. Unicef (Fondo para la Infancia de las Naciones Unidas). Lima, 1993.